# Gijs Degrande
Gijs Degrande (Brugge, 21 maart 1981) is een Belgisch Vlaams-nationalistisch politicus voor de N-VA.

## Biografie
Degrande werkte na zijn studies geschiedenis van 2007 tot 2024 als inhoudelijk medewerker voor de N-VA-fractie in het Vlaams Parlement. In die taak legde hij zich toe op Buitenlands Beleid, Europese Aangelegenheden, Internationale Samenwerking, Toerisme, Wonen en Onroerend Erfgoed.
Na actief te zijn geweest in de werking van de West-Vlaamse afdeling van Jong N-VA, richtte Degrande in 2008 een lokale afdeling van de partij op in Beernem. Bij de gemeenteraadsverkiezingen van oktober 2012 werd Degrande er verkozen tot gemeenteraadslid. N-VA belandde in de meerderheid en van 2013 tot 2018 was hij eerste schepen, bevoegd voor Openbare Werken, Cultuur en Jeugd. Na de gemeenteraadsverkiezingen van oktober 2018 werd de partij naar de oppositiebanken verwezen, waarna Degrande fractieleider in de gemeenteraad werd. Ook na de verkiezingen van oktober 2024 bleef N-VA in de Beernemse oppositie. 
Hij stond bij de Vlaamse verkiezingen van 9 juni 2024 op de vierde plaats van de West-Vlaamse N-VA-lijst voor het Vlaams Parlement en werd als dusdanig verkozen in deze assemblee. Degrande werd in het Vlaams Parlement ondervoorzitter van de commissie Wonen, Toerisme, Energie en Klimaat en vast lid van de commissie Cultuur, Jeugd, Sport en Media.